# Quinta Strada (film)
Quinta Strada (Fifth Avenue) è un film muto del 1926 diretto da Robert G. Vignola. La sceneggiatura di Anthony Coldeway si basa su Fifth Avenue, racconto di Arthur Stringer pubblicato su Saturday Evening Post il 19 settembre 1925.

## Trama
Barbara Pelham, una bellissima ragazza del Sud, lascia il paese dopo che il suo raccolto di cotone è stato bruciato. Parte per New York, dove vuole trovare un lavoro come stilista. Sul treno che la porta al Nord, conosce la signora Kemp e, arrivata a New York, va ad abitare da lei. A casa Kemp, Barbara incontra Peter Heffner, ricco agente di borsa, che le fa capire che il posto in cui abita è, in realtà, un bordello. Durante un'irruzione della polizia, Barbara riesce a sfuggire all'arresto e decide di tornare a casa, al Sud. Lì, conoscerà il figlio di Heffner, Neil, che sta ispezionando alcune proprietà familiari. I due si innamorano e cominciano a pensare al matrimonio. Di ritorno a New York con il fidanzato, rivede il signor Heffner che si dimostra contrario a quelle nozze, accusandola di essere una prostituta. Barbara, per difendersi, si reca dalla signora Kemp che chiarirà l'equivoco in cui era caduto Heffner, restituendo all'innocente Barbara la sua onorabilità.

## Produzione
Il film fu prodotto dalla Belasco Productions.

## Distribuzione
Il copyright del film, richiesto dalla Cinema Corp. of America, fu registrato l'11 gennaio 1926 con il numero LP22260.
Distribuito dalla Producers Distributing Corporation (PDC) il film uscì nelle sale cinematografiche statunitensi il 24 gennaio 1926 in una versione di 1.677,3 metri. Nel Regno Unito, sempre dalla PDC, fu distribuito il 4 ottobre 1926 lungo 1.705,65 metri e con il titolo The Octopus.
Non si conoscono copie ancora esistenti della pellicola che viene considerata presumibilmente perduta.